# Broflanilid
Broflanilid ist eine chemische Verbindung und ein Insektizid aus der Gruppe der Meta-Diamide.

## Wirkung
Broflanilid ist ein nichtkompetitiver Antagonist des RDL-Rezeptors, eines GABAA-Rezeptors.
Broflanilid hat sich insbesondere als wirksam gegen beißende Schädlinge erwiesen.

## Zulassungsstatus
Die Verbindung wurde bei Mitsui Chemicals Agro entdeckt und soll von BASF in den nächsten Jahren zur Zulassung gebracht werden. Noch sind allerdings in den Staaten der EU und in der Schweiz keine Pflanzenschutzmittel mit dem Wirkstoff Broflanilid zugelassen.